# 독일 다수사회민주당
독일 다수사회민주당(독일어: Mehrheitssozialdemokratische Partei Deutschlands 메르헤이츠조치알데모크라티셰 파르타이 도이칠란트[*], MSPD)는 독일의 정당이다. 창당 직후부터 1922년까지 사민당과 똑같은 약칭인 "SPD"를 사용하고 있으며 독일 독립사회민주당과는 차별화된 좌파 성향을 지니고 있으며, 그렇지만 사람들은 이를 사회민주당으로 보고 있다. 그러나 분당 직전까지 가게 된 사회민주당은 1922년 9월 24일 뉘른베르크의 전당대회에서 다른 사민주의 정당과 합당할 것을 의결하면서 "통합사회민주당"으로 확정되었다. 합당 이후 1922년 해산되었고 약칭인 SPD는 전당대회 이후 그대로 사용되고 있다.